# Veerle Willekens
Veerle Willekens (Schoten, 11 augustus 1980) is een Belgisch voetballer.